# Oxysarcodexia berlai
Oxysarcodexia berlai är en tvåvingeart som beskrevs av Guilherme A.M.Lopes 1975. Oxysarcodexia berlai ingår i släktet Oxysarcodexia och familjen köttflugor. Inga underarter finns listade i Catalogue of Life.